# Большой скачок
Большо́й скачо́к (кит. трад. 大躍進, упр. 大跃进, пиньинь Dàyuèjìn, палл. Даюэцзинь) — экономическая и политическая кампания в Китае с 1958 по 1960 год, нацеленная на укрепление индустриальной базы и резкий подъём экономики страны, также имевшая трагические последствия для китайского народа. В это время Китай представлял собой на 90 % аграрную страну, которой была остро необходима модернизация. Мао Цзэдун обосновывал политику Большого скачка при помощи марксистской теории производительных сил, однако его попытка усилить экономический рост путём резкой коллективизации и подменить профессионализм энтузиазмом, а также неверные решения в области сельского хозяйства обернулись катастрофой: следствием Большого скачка стала смерть от 20 до 40 миллионов человек, и это сделало его крупнейшей социальной катастрофой XX века (исключая Вторую мировую войну). Помимо смерти от голода, миллионы людей умерли также от избиений, пыток и казней. В ходе этой кампании по разным причинам разрушено более 30 % всех домов.

## Исторические предпосылки
Большому скачку предшествовали сложные события китайской истории. Страна постепенно восстанавливалась после долгой войны, организовывалась промышленность.
Был проведён ряд реформ — в частности, запрещены религиозные организации и мистические ритуалы, проведена частичная коллективизация и образованы малые крестьянские хозяйства, государство взяло на себя контроль за распределением сельскохозяйственной продукции. Китай поначалу старался подражать опыту СССР и использовал советских специалистов.
После разоблачения культа личности Сталина, не одобренного Мао, между Китаем и СССР возникли разногласия. По указанию Мао Цзэдуна китайская печать должна была замалчивать решения XX съезда КПСС, чтобы не возбуждать в китайском народе «нездоровый интерес».
Взамен решениям XX съезда руководство КПК выдвинуло в мае 1956 года установку «пусть расцветают сто цветов, пусть соперничают сто школ». Впоследствии этот поворот оценивали как фактическую провокацию, позволившую выявить всех идеологических противников диктатуры компартии.
В левой части Коммунистической партии Китая появилась идея форсировать развитие экономики, опираясь на всеобщий энтузиазм населения. В мае 1958 года была созвана Вторая сессия VIII съезда КПК, работавшая в закрытом режиме. Она утвердила «новую генеральную линию», предложенную Мао Цзэдуном. Был провозглашён курс «трёх красных знамён»: «большой скачок», народная коммуна и «новая генеральная линия».
Более прагматичные «правые» коммунисты противились этой политике, но проиграли борьбу. Была уверенность, что за короткий срок можно «догнать и перегнать» ведущие страны, если заменить мелкие коммуны крупными и затеять глобальные преобразования, начиная с производства стали. В ответ на обещания Н. С. Хрущёва «догнать и перегнать Америку» на Международном совещании представителей коммунистических и рабочих партий в Москве в ноябре 1957 года Мао Цзэдун выдвинул для КНР цель догнать и перегнать Великобританию по производству стали и других важнейших видов промышленной продукции за 15 лет. Статья в «Жэньминь жибао» от 13 ноября 1957 года впервые упоминала «Большой скачок на фронте производства».
Используя недостоверные завышенные данные о производстве зерна в стране, Мао Цзэдун заявил в августе 1958 года на расширенном совещании в Бэйдайхэ, «что зерновая проблема в основном решена», и предложил бросить все силы на то, чтобы в 1958 году удвоить производство металла по сравнению с 1957 годом.
Совещание в Бэйдайхэ приняло решение о повсеместном создании народных коммун. Предполагалось, что в народных коммунах будут сочетаться промышленность, сельское хозяйство, просвещение и военное дело. Тем самым был узаконен начатый по инициативе Мао процесс «коммунизации» китайской деревни.
Руководствуясь принятыми решениями, Госплан КНР разработал новый вариант пятилетнего плана на 1958—1962 годы, сменивший Второй пятилетний план, предложенный Чжоу Эньлаем. Новый план предусматривал резкое ускорение темпов экономического развития. Предполагалось увеличить выпуск промышленной продукции в 6,5 раза, сельскохозяйственной — в 2,5 раза, причём среднегодовой прирост в промышленности должен был составить 45 %, а в сельскохозяйственном производстве — 20 %. Выплавку стали предполагалось увеличить в 10 раз, с первоначально намечавшихся примерно 10 млн тонн до 100 млн тонн.
Международным фоном для Большого скачка стали Венгерское восстание 1956 года, Суэцкий кризис и образование республики Ирак.
Дополнительное напряжение создалось вследствие Тибетского восстания 1959 года, повлёкшего за собой отъезд Далай-ламы в Индию и последующее ухудшение китайско-индийских отношений.

## Политика Большого скачка
Большой скачок вылился в ряд массовых всекитайских кампаний, к которым привлекалось практически всё население, приближавшееся по численности к миллиарду человек.
Большим скачком была названа вторая китайская пятилетка (1958—1963).

### Социальные преобразования
На основе опыта коллективизации в СССР Мао Цзэдун готовил преобразования социальной структуры. Основой будущего идеального общественного строя в Китае должна была стать «народная коммуна». «Народная коммуна, — писал Мао, — является лучшей формой постепенного перехода от социализма к коммунизму и в своём развитии она будет исходной структурой будущего коммунистического общества». Массовая «коммунизация» стала проводиться с 1958 года. Основной принцип, на котором должны были основываться народные коммуны, состоял в тотальном обобществлении всей жизни их членов. Инструментом обмена вместо денег в этих группах служили «трудодни». Выступая в Бэйдайхэ, Мао Цзэдун говорил: «Приусадебные участки ликвидируются. Куры, утки, деревья возле домов пока остаются в собственности крестьян. В дальнейшем и это будет обобществлено… Надо продумать вопрос об отказе от системы денежного жалования и восстановлении системы бесплатного снабжения». Коммуна становилась административной ячейкой. Правление коммуны являлось местным административным органом.
Наряду с сельским хозяйством, в коммунах следовало развивать промышленное производство. Крестьяне должны были сами плавить металл, изготовлять сельскохозяйственный инвентарь и транспортные средства. К концу 1958 года было создано 26 тысяч коммун, средний размер которых составлял 20 тысяч человек. Каждый завод и городской район также следовало превратить в городскую коммуну на тех же принципах, что и сельские.
Коммунизация деревни принесла крестьянам массу новых тягот. Вместо отдыха от полевых работ им приходилось заниматься выплавкой чугуна в деревенских домнах и иногда даже варкой «стали» в деревенских металлургических печах, бороться с «четырьмя вредителями» — крысами, мухами, комарами и воробьями, уделять время «политпросвещению». В результате на обработку многих полей часто просто не оставалось времени, и они пребывали в запустении. А самое главное, после истребления воробьёв саранча и вредители съели урожай. Создавая видимость больших успехов, местные власти скрывали истинное положение дел, прибегая к подтасовке отчётов и показухе во время инспекционных поездок начальства.

### Малая металлургия
Главной проблемой подъёма экономики и индустриализации считалось производство стали. Повсюду стали строиться мастерские по производству стали из руды, при этом отсутствовала надлежащая инфраструктура и фундаментальные знания о стали и мартеновских печах. В соответствии с директивами Партии повсюду стали строиться малые печи из глины, которые топили дровами. Рабочих набирали из близлежащих деревень. К осени 1958 года по всему Китаю действовало более 700 тыс. кустарных доменных печей, на работу по производству металла было мобилизовано до 100 млн человек.
Ещё в 1959 году, после изучения проблемы и первых опытов, стало ясно, что сталь хорошего качества можно производить только в крупных печах на больших фабриках, используя коксующийся уголь, однако проект продолжался, население организовывало на местах добычу угля и пыталось модернизировать печи.
Результатом был низкокачественный чугун, требующий для превращения в сталь дополнительной обработки и непригодный для широкомасштабного использования сам по себе. Он мог использоваться преимущественно для изготовления плугов и мотыг и расходовался в пределах коммуны. Экономические потери в результате «битвы за сталь» достигли 2 млрд юаней.
Руководство, однако, было восхищено всеобщим подъёмом, а специалисты боялись выступать с критикой после кампании Пусть расцветают сто цветов.
В 1958 году производство «стали» возросло на 45 %, а в 1959 году — ещё на 30 %. Однако в 1961 году неэффективность малой металлургии стала очевидна, производство стали резко упало и вернулось к уровню 1958 года только в 1964 году. Огромный расход угля вызвал перебои в снабжении электроэнергией — осенью в ряде провинций Северо-Востока полностью или частично прекратило работу большинство предприятий лёгкой промышленности.

### Реформы сельского хозяйства
Сельское хозяйство в годы Большого скачка было полигоном для широкомасштабных социальных и агропромышленных экспериментов.
Велось строительство ирригационной системы, частично неэффективное из-за отсутствия квалифицированных инженеров.
Эксперименты по засеву зерновых базировались также на разработках советского академика Лысенко (позже подвергнутого критике) и его последователей. Пробовалось, например, засевать семена более густо с глубокой вспашкой, из расчёта, что система корней, уходящих вглубь, позволит избежать конкуренции растений, и появятся более плотные урожаи. Результатом стала задержка в развитии до 1-2 месяцев в зависимости от типа почв.
Кампания по уничтожению воробьёв привела к тяжёлым нарушениям экологического баланса, в результате которых резко увеличилась популяция насекомых, истреблявших урожаи.
Волюнтаристские эксперименты в сочетании с коллективизацией привели к обширному голоду.

## Последствия Большого скачка

### Наступлениеголода
В 1958 году была хорошая погода и ожидался хороший урожай. Отвлечение большого количества людей на выплавку стали и кампания по уничтожению воробьёв привели к тому, что урожай оказался невысоким, хотя официальные данные рапортовали об успехах. Рапорты основывались также на количестве зерна, поставленного в зернохранилища. Увеличение поставок достигалось путём уменьшения доли зерна у крестьян, которые стали страдать от недоедания.
В 1959 и 1960 годах два года подряд стояла плохая погода, что привело к крайне низким урожаям и голоду в ряде провинций. На это наложилось крупное наводнение из-за разлива реки Янцзы, от которого погибло два миллиона человек.
Особенно сильная засуха была в 1960 году, она поразила северные провинции. Засуха наложилась на перегибы коллективизации и на последствия экспериментов по уничтожению воробьёв. Огромное количество людей вымерло от голода в самой плодородной провинции Сычуань. При этом официальная статистика опять мало соответствовала реальному положению дел, так как урожай конфисковали у крестьян для заполнения государственных хранилищ в соответствии с планом (что вошло в статистические данные), а крестьянам почти ничего не оставалось для пропитания, гибель от голода приобрела массовый характер.
В январе 1961 года состоялся IX пленум ЦК КПК, который решил приостановить политику Большого скачка в сельском хозяйстве и принял чрезвычайные меры по закупке зерна в Канаде и Австралии.

### Экономические результаты
Реальная заработная плата снизилась в городах на 10 %. В целом политика «большого скачка» обошлась Китаю почти в 70 млрд долларов, что составляло около одной трети валового национального продукта страны.
Историки считают, что Великий скачок привёл к гибели десятков миллионов человек. Нижняя оценка составляет 18 миллионов, в то время как обширное исследование китайского историка Юй Сигуана предполагает, что число погибших приблизилось к 56 миллионам. Историк Фрэнк Дикоттер утверждает, что «принуждение, террор и систематическое насилие были основой Большого скачка» и «мотивировали одно из самых смертоносных массовых убийств в истории человечества». Согласно данным американо-китайского антикоммунистического издания The Epoch Times, примерно 45 миллионов китайцев погибли от голода между 1958 и 1962 годами.
Политический экономист Дуайт Перкинс утверждает, что «огромные объёмы инвестиций привели лишь к скромному увеличению производства или его отсутствию вообще. В общем, Большой скачок был очень дорогой катастрофой». Ситуацию усугубил советско-китайский раскол, из-за которого СССР в знак недовольства маоистской политикой в июле 1960 года внезапно отозвал из Китая всех 1600 специалистов, работавших в КНР по программе международного сотрудничества. Торговый оборот между странами упал втрое, поставки советской техники и оборудования китайской промышленности сократились в 40 раз, что привело к провалу политики «большого скачка».
По китайским данным, в результате голода и стихийных бедствий погибло около 15 миллионов человек.

### Лушаньская партконференция и её последствия
Первая жёсткая критика политики Большого скачка прозвучала на Лушаньской партконференции в июле—августе 1959 года, выступал маршал Пэн Дэхуай. Он выразил несогласие с политикой мобилизации всей страны на осуществление кустарной выплавки стали, указал на поспешность в проведении коммунизации, критиковал обстановку, сложившуюся в Политбюро ЦК КПК, за отступление от принципов коллективного руководства, поставил вопрос об ответственности всех руководителей партии, «включая товарища Мао Цзэдуна», за ситуацию, сложившуюся в стране. В дальнейшем он был смещён Мао Цзэдуном со всех должностей, на его место был назначен Линь Бяо.
В партии возникло серьёзное противостояние, которое продолжалось вплоть до Культурной революции. В итоге Мао Цзэдун публично признал допущенные ошибки, он даже покинул в апреле 1959 года пост Председателя КНР, уступив его Лю Шаоци (сам Мао оставался Председателем КПК и Председателем Военного Совета). Хозяйственной деятельностью занялись вплотную Лю Шаоци и Дэн Сяопин, им пришлось принять ряд прагматических мер, чтобы хотя бы частично выправить ситуацию. Они занялись деколлективизацией и частичным возвратом к «капиталистическим» методам управления. Мао Цзэдун жестоко отомстил за это поражение во время Культурной революции, в ходе которой развернулась борьба с «идущими по капиталистическому пути» («каппутистами»), а Пэн Дэхуай, Лю Шаоци и Дэн Сяопин были подвергнуты репрессиям.

### Отголоски
После смерти Мао Хуа Гофэн (новый и значительно менее авторитетный лидер КНР) пытался укрепить свои позиции путём попытки проведения нового Большого скачка. За прообраз предполагалось брать Дацин и Дачжай, выдвинутые ещё Линь Бяо как истинно коммунистические предприятия, работающие на военной дисциплине — без материальных стимулов. Эта инициатива была подавлена авторитетом Дэн Сяопина и других ветеранов партии.